# Leucanthemum halleri
Leucanthemum halleri là một loài thực vật có hoa trong họ Cúc. Loài này được Ducommun mô tả khoa học đầu tiên năm 1869.